# Johanna Wiberg
Maria Johanna Wiberg, född 6 september 1983 i Lund, är en  före detta handbollsspelare och nu handbollstränare. Hon är högerhänt och spelade som försvarsspecialist och i anfall som mittsexa. Säsongen 2008/2009 blev hon utsedd till Årets handbollsspelare i Sverige. Sedan 2020 är hon assisterande förbundskapten för Sveriges damlandslag. Hon undervisar även idrott-och hälsa och psykologi på Polhemskolan i Lund.

## Handbollskarriär

### Klubblagsspel
Johanna Wiberg började spela i den framgångsrika Gunnesboföreningen KFUM Lundagård, men bytte 2001 till Eslövs IK. Under åren i Eslöv vann Johanna Wiberg två SM titlar och slog igenom som landslagsspelare. 2004 drog hon till proffslivet i Danmark och spelade för de danska proffslagen Frederikshavn FOX Team Nord 2004- 2006, Aalborg DH 2006-2007 och FCK Håndbold 2007-2010. Efter proffsåren återvände Johanna till Eslöv 2010 och bidrog till att klubben tog sig till SM-final våren 2011. Finalen förlorades knappt till IK Sävehof. Efter säsongen 2012 slutade Johanna Wiberg som spelare men började en tränarkarriär i Lugi.

### Landslagsspel
Johanna Wiberg var lagkapten för det svenska landslaget. Hennes landslagsdebut ägde rum 2002 och hon spelade i landslaget i tio år. Hon slutade efter OS i London 2012, Hon deltog i EM 2006 i Sverige, OS 2008 i Peking, VM 2009 i Kina, EM 2010 i Norge och Danmark VM 2011 i Brasilien och OS 2012 i London.